# النقيب (مسلسل)
النقيب هو مسلسل تلفزيوني عراقي مستوحاه من قصة حقيقية يحكي فيه قصة النقيب حارث السوداني عرض المسلسل في شهر رمضان 2025.

## القصة
تُسند لضابط استخبارات عراقي مع مجموعة من زملائه مهمة اختراق تنظيم "داعش" الإرهابي والانضمام إليهم، بهدف كشف مخططاتهم وإحباط محاولاتهم للسيطرة على العراق والقضاء عليهم، مُعرضين أنفسهم للخطر في سبيل تحقيق ذلك.

## الممثلون
- حيدر أبو العباس
- إياد الطائي
- حسن هادي
- سامر دشر
- سمر قحطان
- عواطف السلمان
- مازن محمد
- محمد اياد
- محمد ناصر
- تحرير الأسدي
- مهند بربن
- سارة اوس